# Avenue de l'Opéra
Pour le film de 1900, voir Avenue de l'Opéra (film).
L’avenue de l'Opéra est une voie des 1er et 2e arrondissements de Paris. C'est l'un des grands projets du Second Empire à Paris.

## Situation et accès
Elle part de la place André-Malraux, devant le théâtre de la Comédie-Française et rejoint le boulevard des Capucines au niveau de l'Opéra Garnier, place de l'Opéra. Cas unique parmi les grandes avenues de Paris, cette artère ne comporte pas d'arbre afin de ménager la meilleure perspective possible sur la façade principale de l'Opéra.
C'est une voie radiale qui permet, en venant du quartier de la salle Garnier, de s'approcher du centre de Paris ou de traverser en direction de la rive gauche par le pont du Carrousel. Très fréquentée par les touristes, elle accueille notamment de nombreuses agences de voyages, des magasins de souvenirs et des banques. On peut lui rattacher le petit quartier japonais de la rue Sainte-Anne.
Ce site est desservi par les stations de métro Opéra, Pyramides et Palais Royal - Musée du Louvre.

## Origine du nom
Elle est ainsi nommée car elle conduit au théâtre national de l'Opéra.

## Historique

### Des buttes arasées

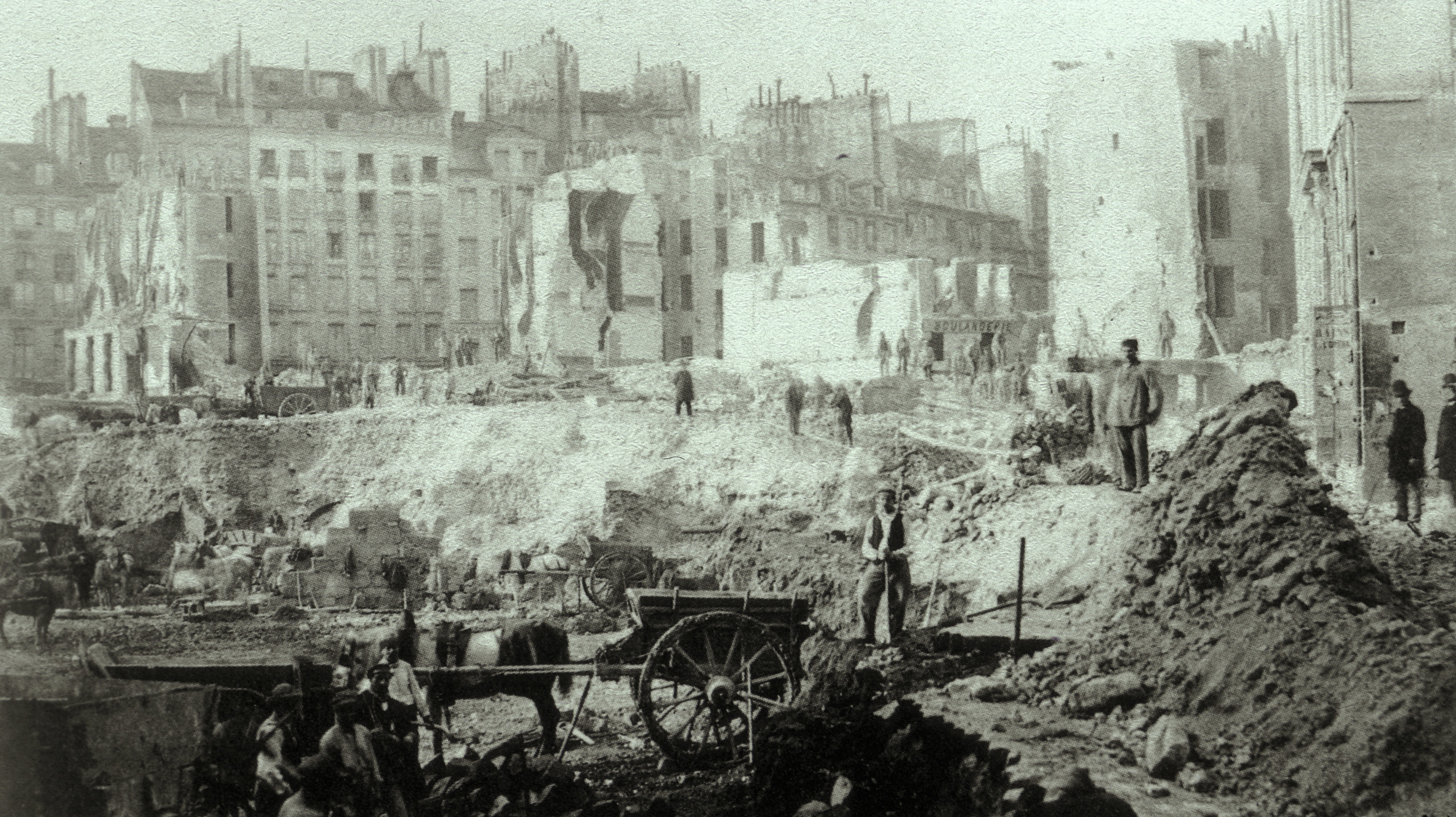
Arasement de la butte des Moulins, en 1870 (photo de Charles Marville).

À l'origine, les buttes des Moulins et Saint-Roch représentaient une hauteur située au niveau des actuelles rue Thérèse et rue des Pyramides. Jeanne d'Arc y avait installé des couleuvrines pour soutenir l'attaque contre la porte Saint-Honoré et y avait été grièvement blessée,.
La butte avait été arasée de moitié en 1615, couvertes de petites rues et de moulins, mais elle restait un obstacle sérieux. Tout le quartier, entre le Louvre et les Grands Boulevards, était occupé par des îlots aux rues étroites considérées comme insalubres et mal famées.
Les énormes déblais servirent à combler les excavations du Champ-de-Mars. Pour avoir une idée de l'importance de cette butte dans un quartier aujourd'hui complètement nivelé, il suffit de voir l'entrée de l'église Saint-Roch où l'on monte treize marches. Avant l'arasement de la butte, il fallait en descendre sept.

### Percement de l'avenue

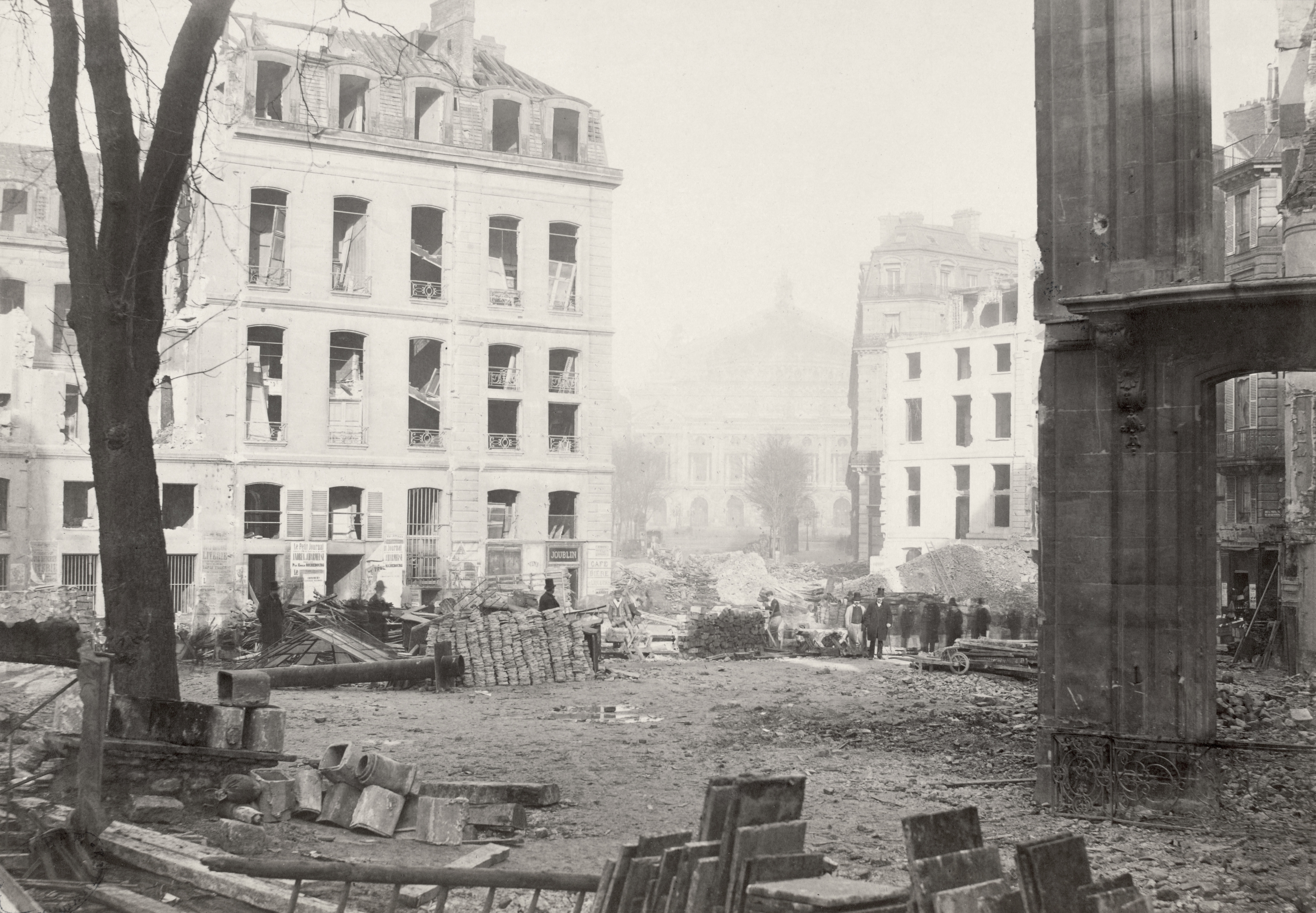
Percement de l'avenue de l'Opéra (photo de Charles Marville).

Un premier projet prévoit de créer une « avenue Napoléon » (en l'honneur de Napoléon III) depuis le Louvre jusqu'à l'endroit où la rue de la Paix rejoint les boulevards. Ce tracé fait l'objet d'un décret le 3 mai 1854, mais ne reçoit qu'un commencement d'exécution : les abords du Louvre sont dégagés dans le cadre du prolongement de la rue de Rivoli en direction du Châtelet.
Au début des années 1860, le projet de construction d'un nouvel opéra relance le projet de l'avenue par le décret du 24 août 1864, d'abord pour une largeur de 22 mètres. Le chantier démarre à chaque extrémité, mais progresse lentement. La chute du Second Empire, en 1870, marque un coup d'arrêt des travaux, du moins pour quelque temps. L'« avenue Napoléon » est d'abord rebaptisée « avenue de la Nation », puis « avenue de l'Opéra » en 1873,. Après le décret d'utilité publique du 27 juin 1876, les travaux reprennent et sont rapidement achevés, avec une largeur de 30 mètres.
Les terrains riverains sont vendus par la ville de Paris avec obligation pour les acquéreurs d'y édifier des bâtiments en se conformant aux plans de façades indiqués par l'administration municipale. Les derniers immeubles bordant cette nouvelle percée haussmannienne seront édifiés en 1879.
Une toile anonyme de 1878 conservée au musée Carnavalet figure le percement de l'avenue de l'Opéra.

### Voies absorbées
Liste et historique des voies et autres monuments absorbés, totalement ou partiellement, par le percement de l'avenue de l'Opéra :
- rue des Moineaux, elle commençait au carrefour rue des Moulins, rue des Orties-Saint-Honoré, rue l'Évêque et se terminait rue Saint-Roch. En 1561, elle portait déjà ce nom. Elle était parfois appelée « rue Monceau » car elle conduisait au montceau des Moulins ;
- rue des Mulets qui reliait la rue d'Argenteuil à la rue des Moineaux ;
- les buttes des Moulins et Saint-Roch ont été arasées avec les voies et les maisons qu'elles comportaient ;
- rue des Orties-Saint-Honoré, elle commençait rue d'Argenteuil et finissait rue Sainte-Anne ;
- rue l'Évêque, elle commençait rue de l'Anglade et finissait rue des Orties-Saint-Honoré. Ouverte vers 1615, elle s'appelait alors « rue Culloir » ;
- rue de l'Anglade, qui portait le nom de Gilbert Anglade, propriétaire du terrain sur lequel la rue fut ouverte, commençait aux rues l'Évêque et des Frondeurs et se terminait rue Traversière ;
- rue du Clos-Georgeau[7], ouverte vers 1605, sur le clos de monsieur Georgeau ; cette rue reliait la rue Traversière à la rue Sainte-Anne ;
- cul-de-sac de la Brasserie ;
- cour Saint-Guillaume ;
- passage Saint-Guillaume ;
- rue Traversière-Saint-Honoré (en partie), à ne pas confondre avec la rue Traversière (dans le 12e arrondissement).

Monuments
- Fontaine d'Amour, qui était alimentée par la pompe à feu de Chaillot.

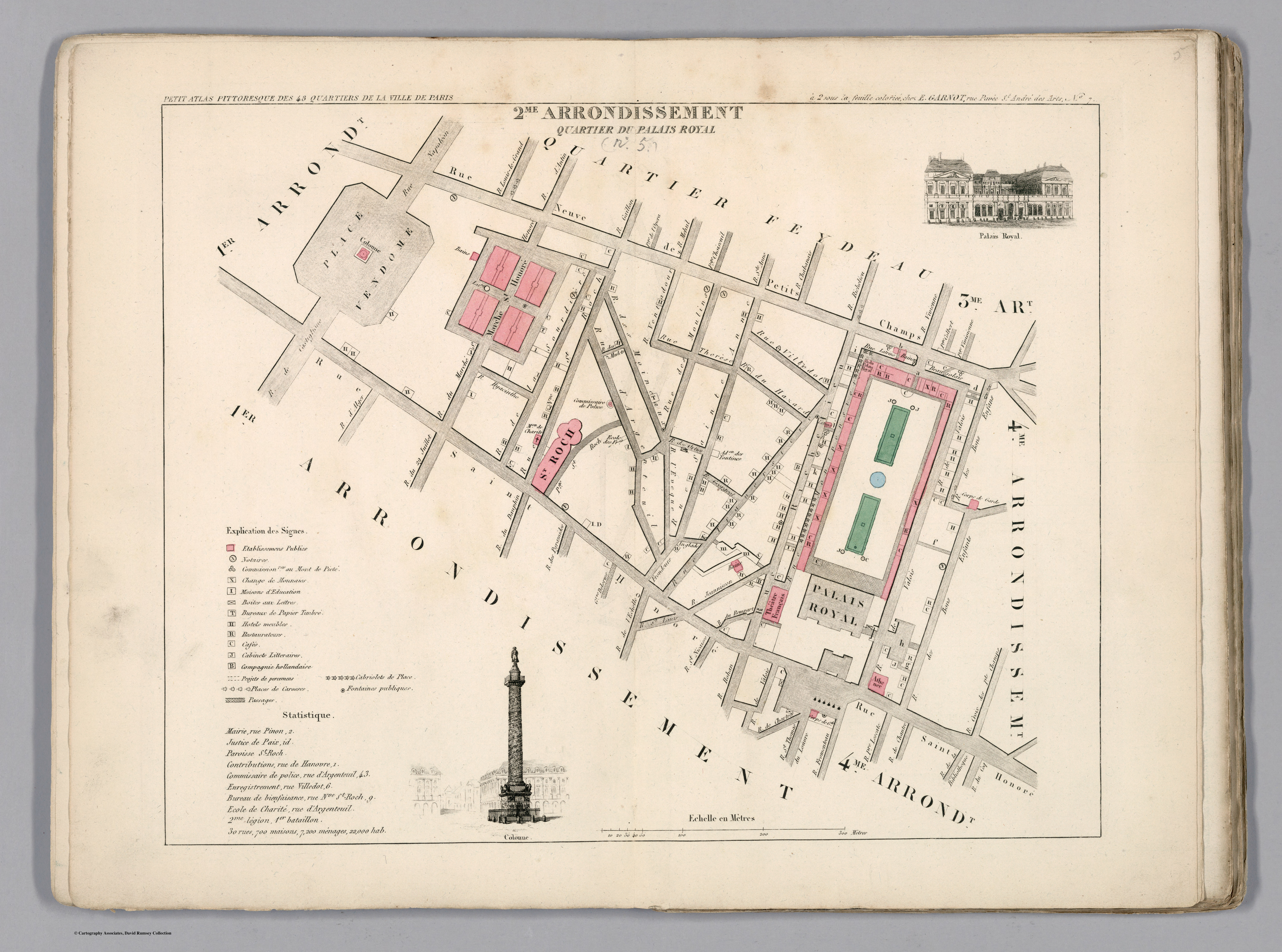
Plan du quartier du Palais Royal dans l'ancien 1er arrondissement en 1834.
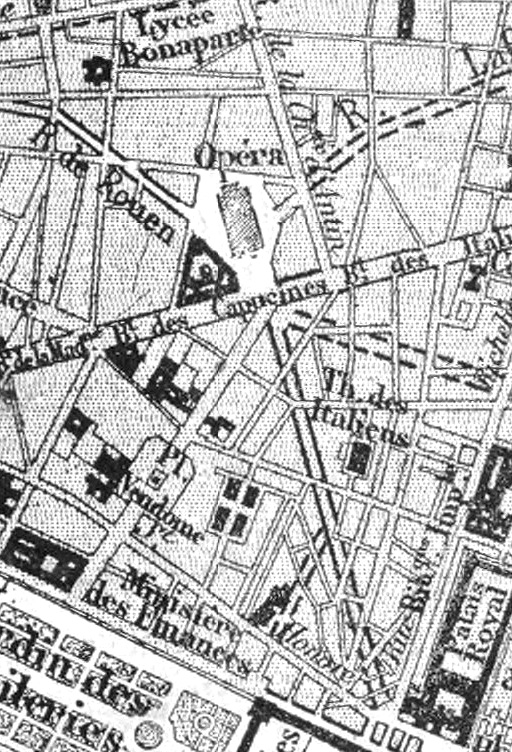
Détail d'un plan de 1869 montrant les rues antérieures à la percée de l'avenue.

### Depuis 1877
Camille Pissarro, installé au Grand Hôtel du Louvre entre 1897 et 1899, peint onze paysages montrant l'avenue de l'Opéra, la place du Théâtre-Français et l'entrée de la rue Saint-Honoré.

« J'oublie de t'annoncer que j'ai trouvé une chambre au Grand Hôtel du Louvre avec une vue superbe de l'avenue de l'Opéra et du coin de la place du Palais-Royal ! C'est très beau à faire ! Ce n'est peut-être pas très esthétique, mais je suis enchanté de pouvoir essayer de faire ces rues de Paris que l'on a l'habitude de dire laides, mais qui sont si argentées, si lumineuses et si vivantes. C'est tout différent des boulevards. C'est moderne en plein ! »

— Camille Pissarro, lettre du 15 décembre 1897.

L'Avenue, peinte par Camille Pissarro en 1898
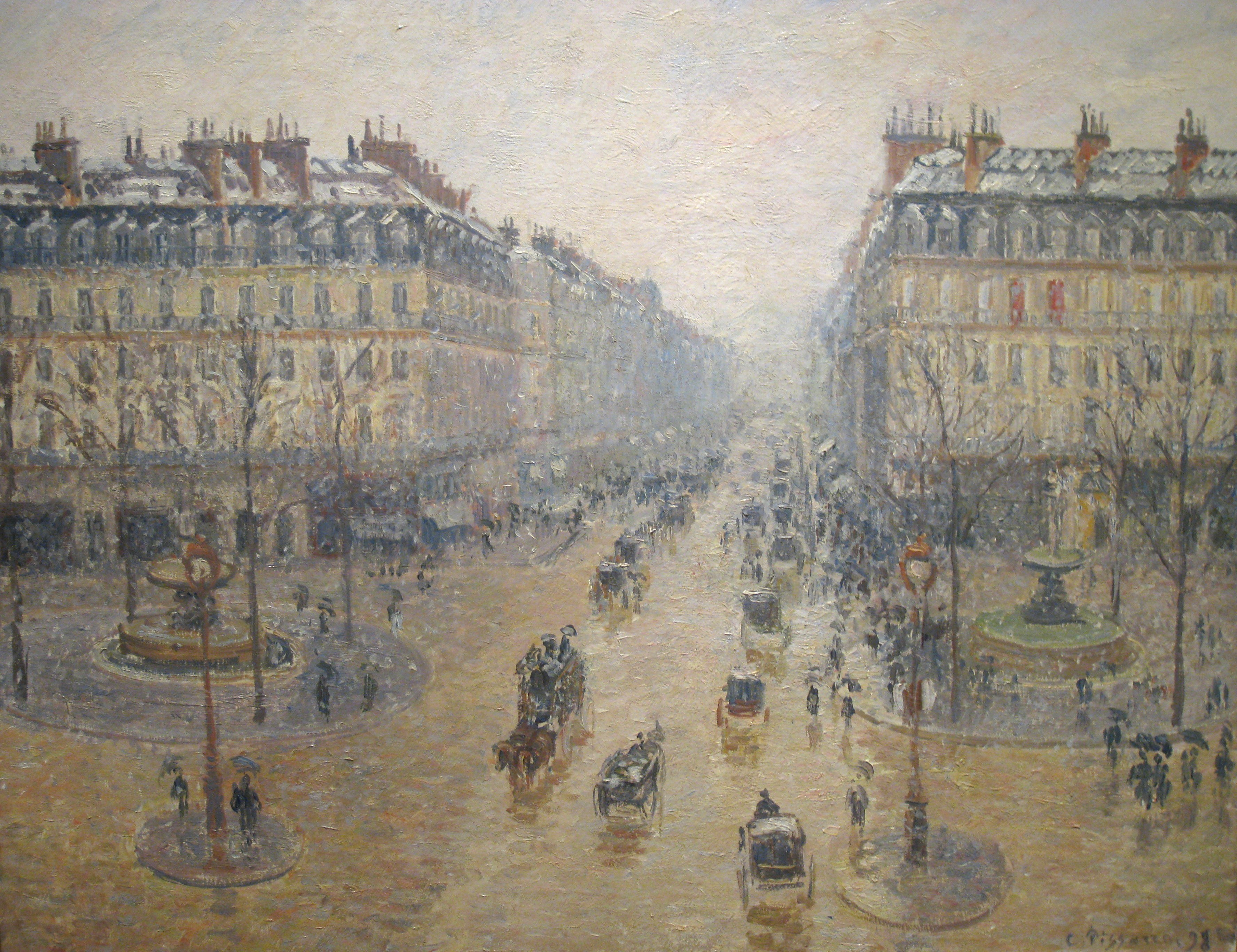
Avenue de l'Opéra, effet de neige le matin, musée Pouckine, Moscou.
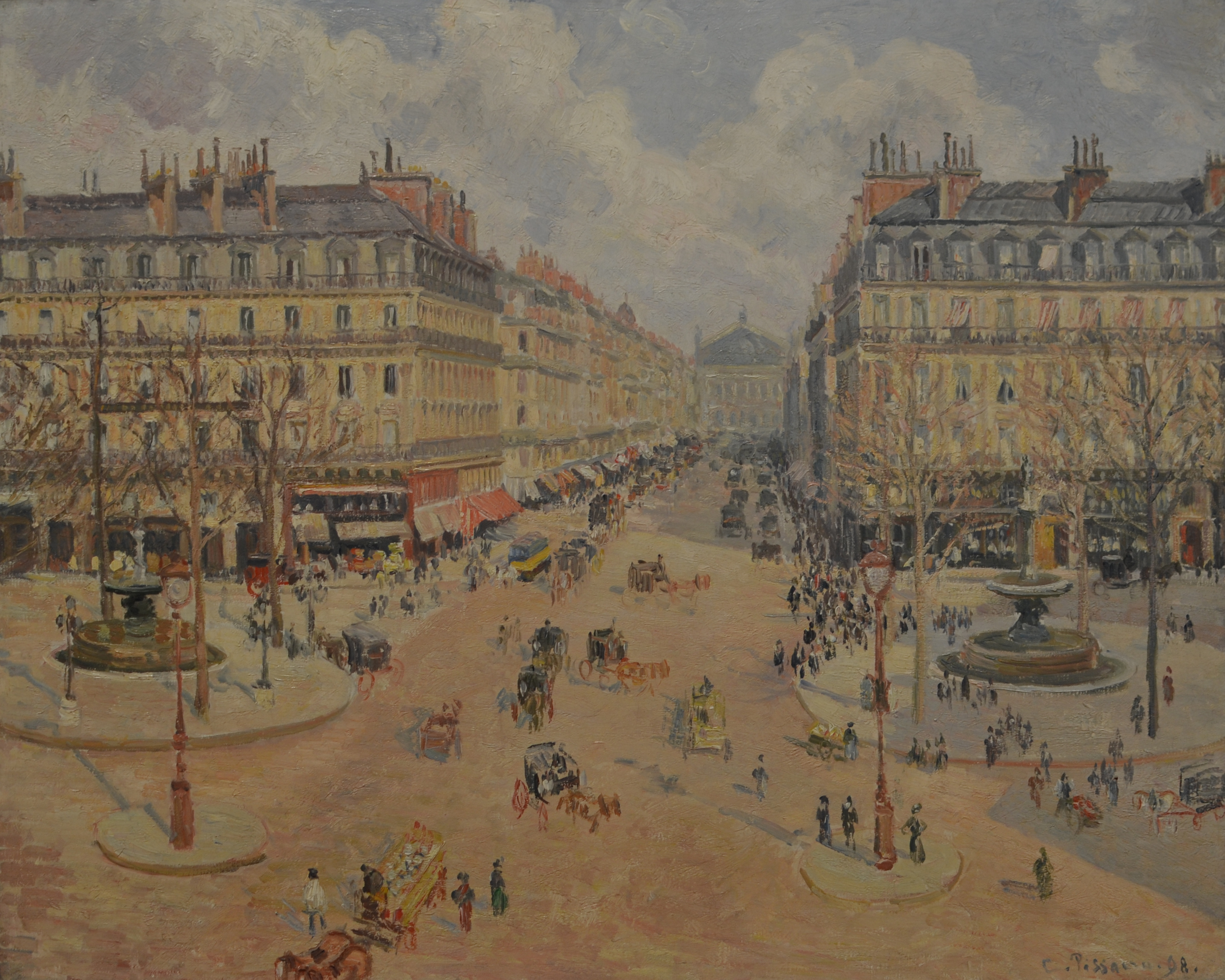
Avenue de l'Opéra Musée de Philadelphie.
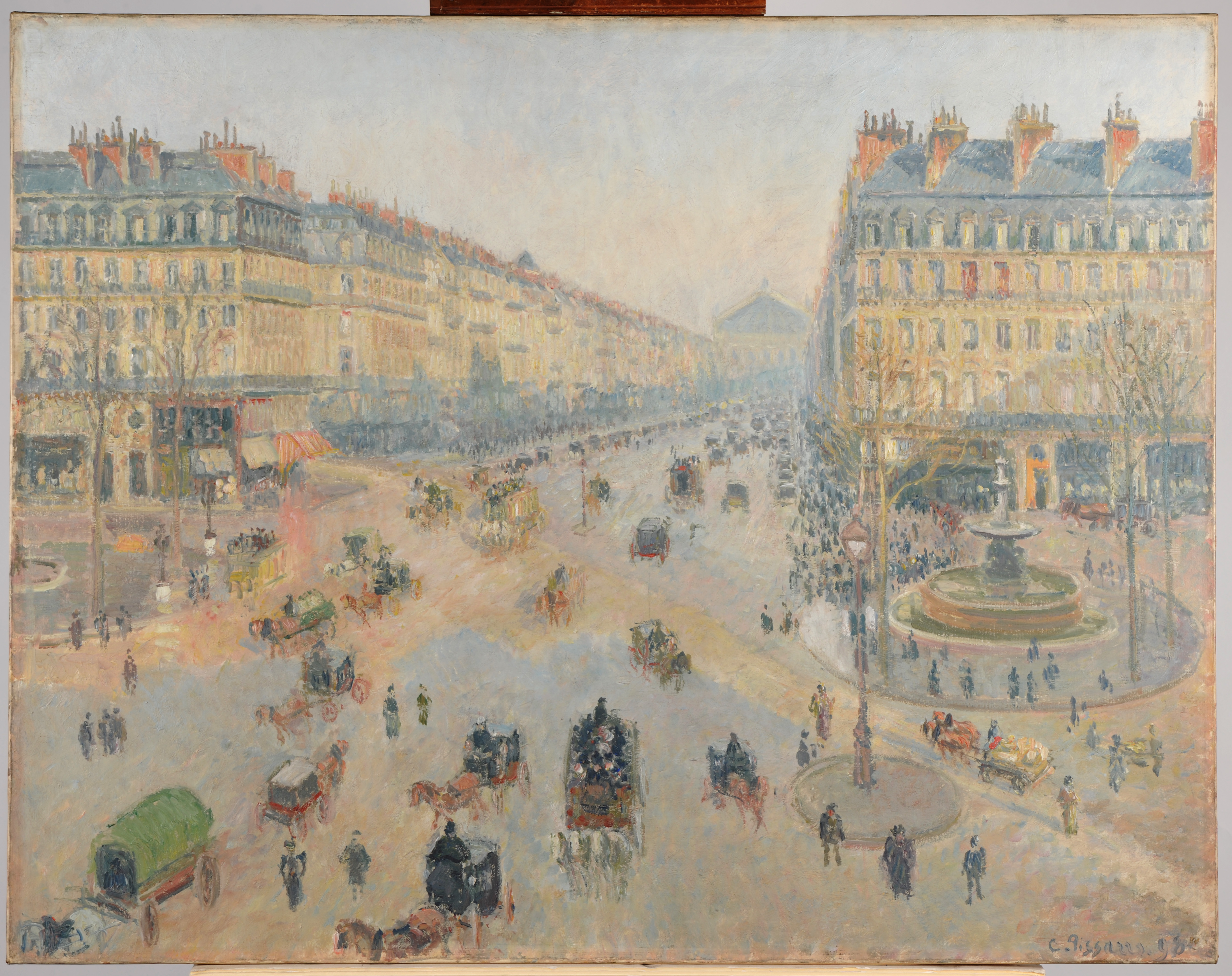
L'Avenue de l'Opéra. Musée de Reims.

Le premier essai d’éclairage public permanent a lieu sur l’avenue, en 1878.
Dans les années 1950, l'avenue a été profondément transformée par l'élargissement de sa chaussée automobile, passée de 15 à 20 mètres de large, au détriment des trottoirs.
- Vues de l'avenue au cours du XXe siècle

Vues de l'avenue au cours du XX
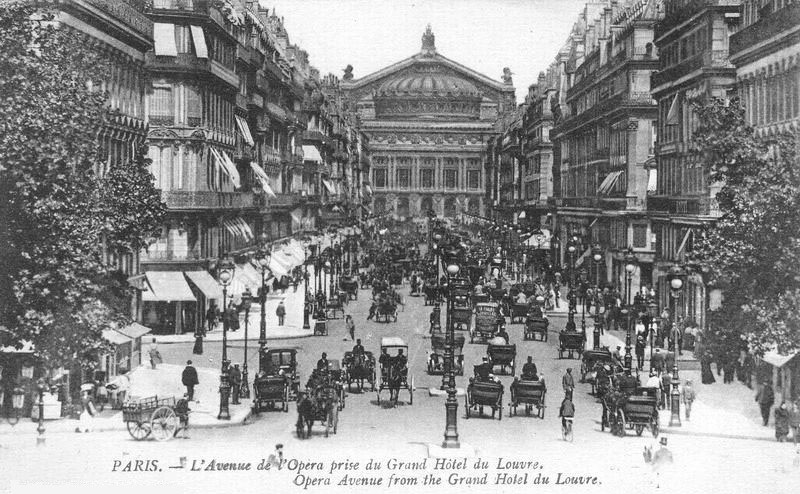
Carte postale de 1900.
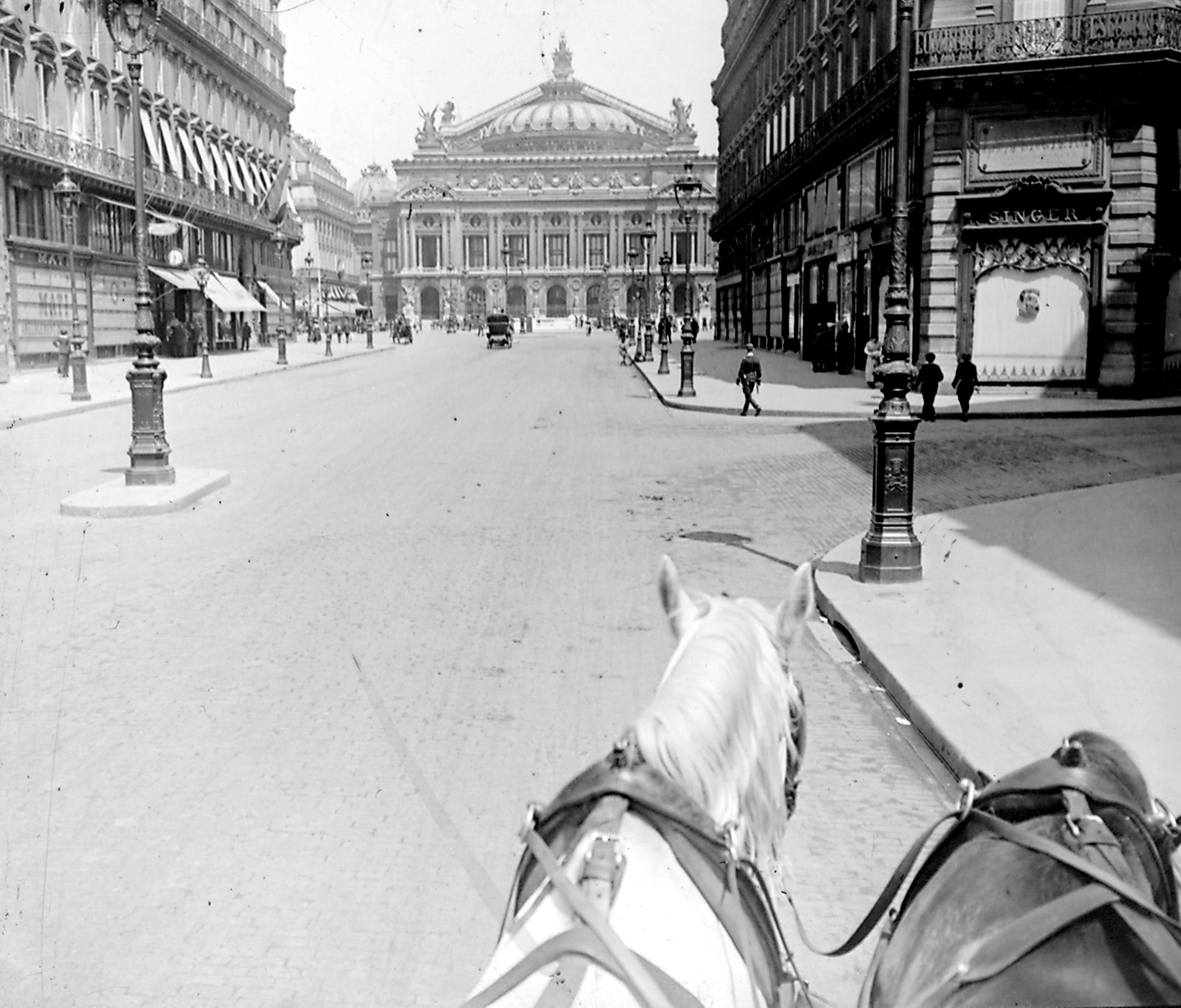
En 1912.
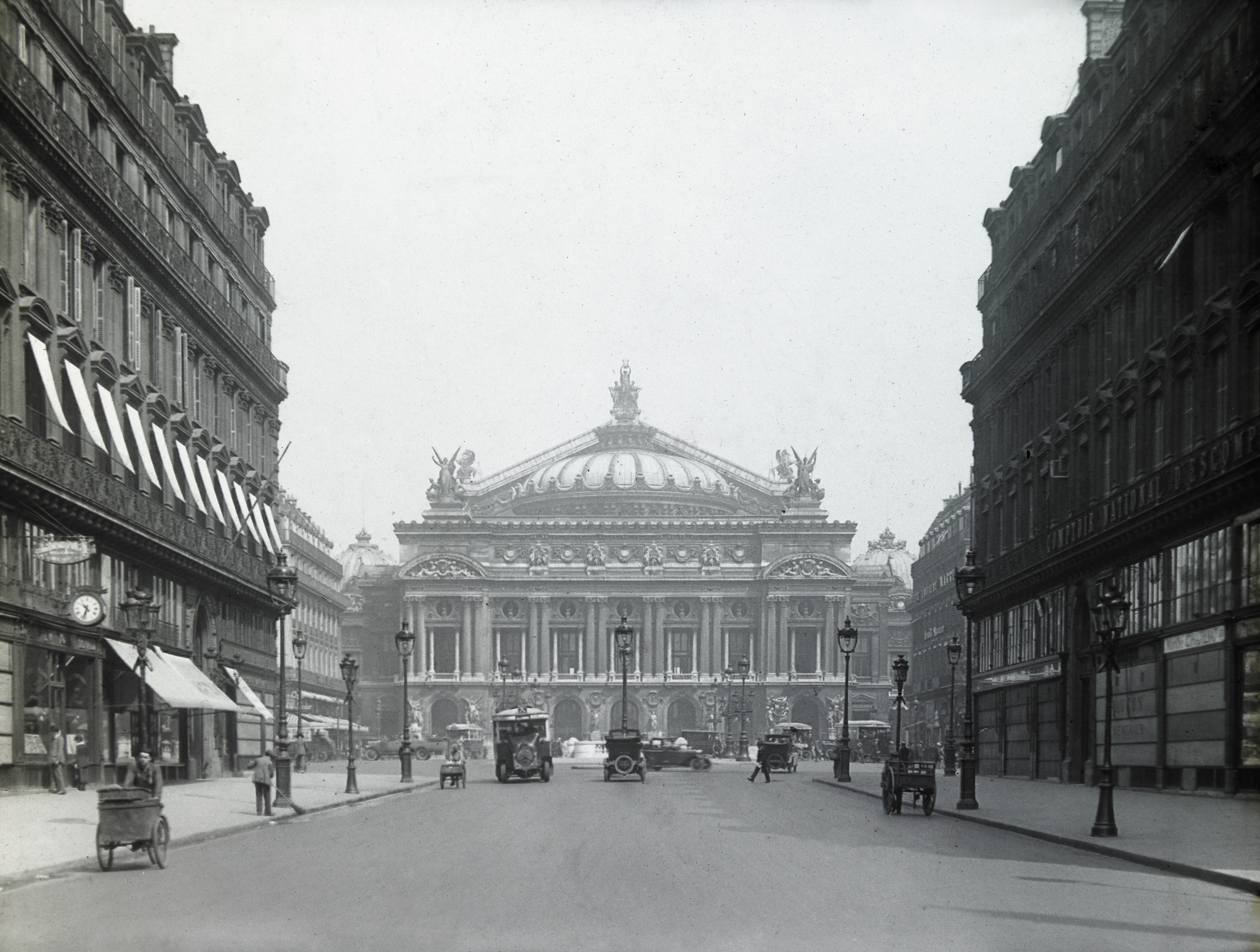
Vers 1925.
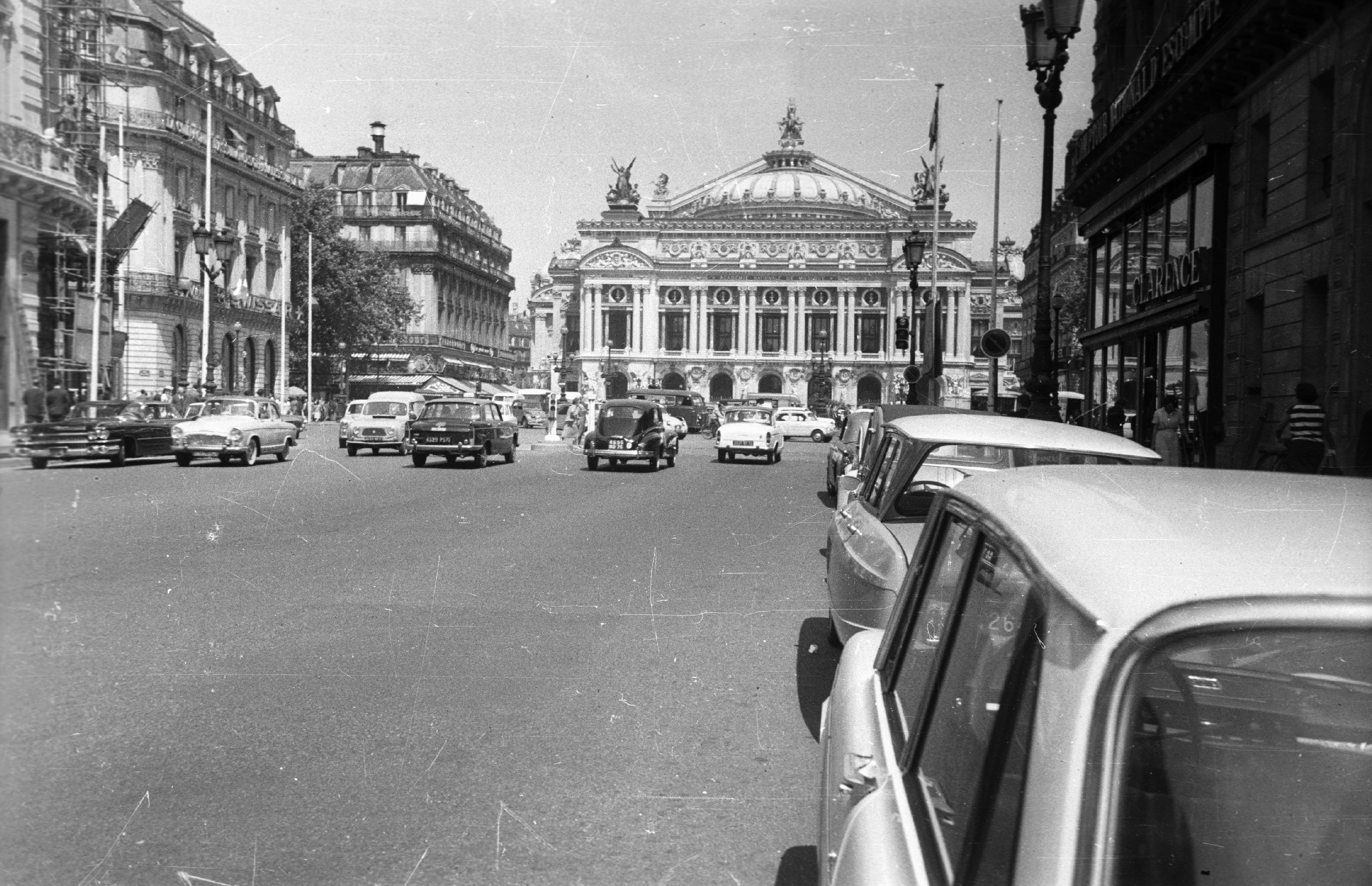
En 1964.

## Bâtiments remarquables et lieux de mémoire
- No 5 : emplacement du Cercle républicain.
- No 6 : emplacement de l'ancienne parfumerie Gellé Frères.
- No 10 : le critique d'art Félix Fénéon y vécut de 1931 à 1941[12].
- No 11 : emplacement du siège de la Compagnie des mines de Carmeaux, devant lequel le terroriste anarchiste Émile Henry dépose une bombe le 8 novembre 1892. Découverte par la police, elle est transportée rue des Bons-Enfants et y explose[13].
- No 13 : siège du club Le Siècle.
- No 15 : le haut fonctionnaire et premier président de la Cour des comptes Maurice Bloch y vécut jusqu'à sa mort[14].
- No 19 : emplacement des locaux de la maison de thé Compagnie Coloniale. Durant la Première Guerre mondiale, la municipalité de Reims, en exil, y tient son premier conseil municipal le 19 avril 1918. Une plaque rend hommage à cet évènement.
- Au no 20 (ou 21, selon certaines sources) se trouvait la salle du Guide, ou salle du Guide du Concert, où avaient lieu concerts et conférences. Elle tirait son nom du Guide du Concert, publication (1910-1966) dont le directeur était Gabriel Bender (1884-1964).
- No 22 : emplacement de l'ancien Hôtel des deux mondes, qui ferma en 1940 et fut après-guerre le siège des services secrets américains. En 1936 est apposée une plaque commémorative sur la façade, rappelant que dans l'hôtel siégea entre janvier 1917 et juin 1919 le « Comité national de l'unité roumaine ».
- No 23 : emplacement d'un ancien grand-magasin Au gagne petit, aujourd'hui remplacé par un magasin Monoprix. Subsiste une décoration extérieure.
- No 26 : emplacement de la Banque commerciale pour l'Europe du Nord, qui finance les activités communistes soutenues par l'URSS, jusqu'en 1946[15].
- No 28 : emplacement des anciennes galeries Goldscheider, éditeur d'art (arts décoratives), implanté à cette adresse dans les années 1890.
- No 31, à l'angle de la rue Gomboust : un restaurant Bouillon Duval s'y trouvait au XIXe siècle.

En 1933 y ouvre le cinéma Studio Universel. Son architecte est Maurice Gridaine. Il compte une salle de 400 places, avec balcon. À partir de 1951, il commence à diffuser des dessins animés pour les enfants, notamment des productions de Walt Disney. Il ferme en 1973,.
- No 32 : le Vendôme ancien cinéma fermé en mars 1991. En 1967, Georges Peynet a rénové la salle.
- No 36 : consulat général des États-Unis dans les années 1900[18].
- No 37 : librairie Brentano's ; fondée en 1895, elle est, avec Galignani, une des plus anciennes libraires anglophones de Paris.
- No 38 : plaque commémorative rappelant qu'à cet endroit mourut pour la Libération de Paris le gardien de la paix Michel Guillois le 20 août 1944[19].
- No 49 : plaque commémorative indiquant que dans cet immeuble, en 1887, le patron de presse James Gordon Bennett junior fonda l'édition européenne du New York Herald, qui deviendra l'International Herald Tribune.
Ancien siège du Cercle national des armées.

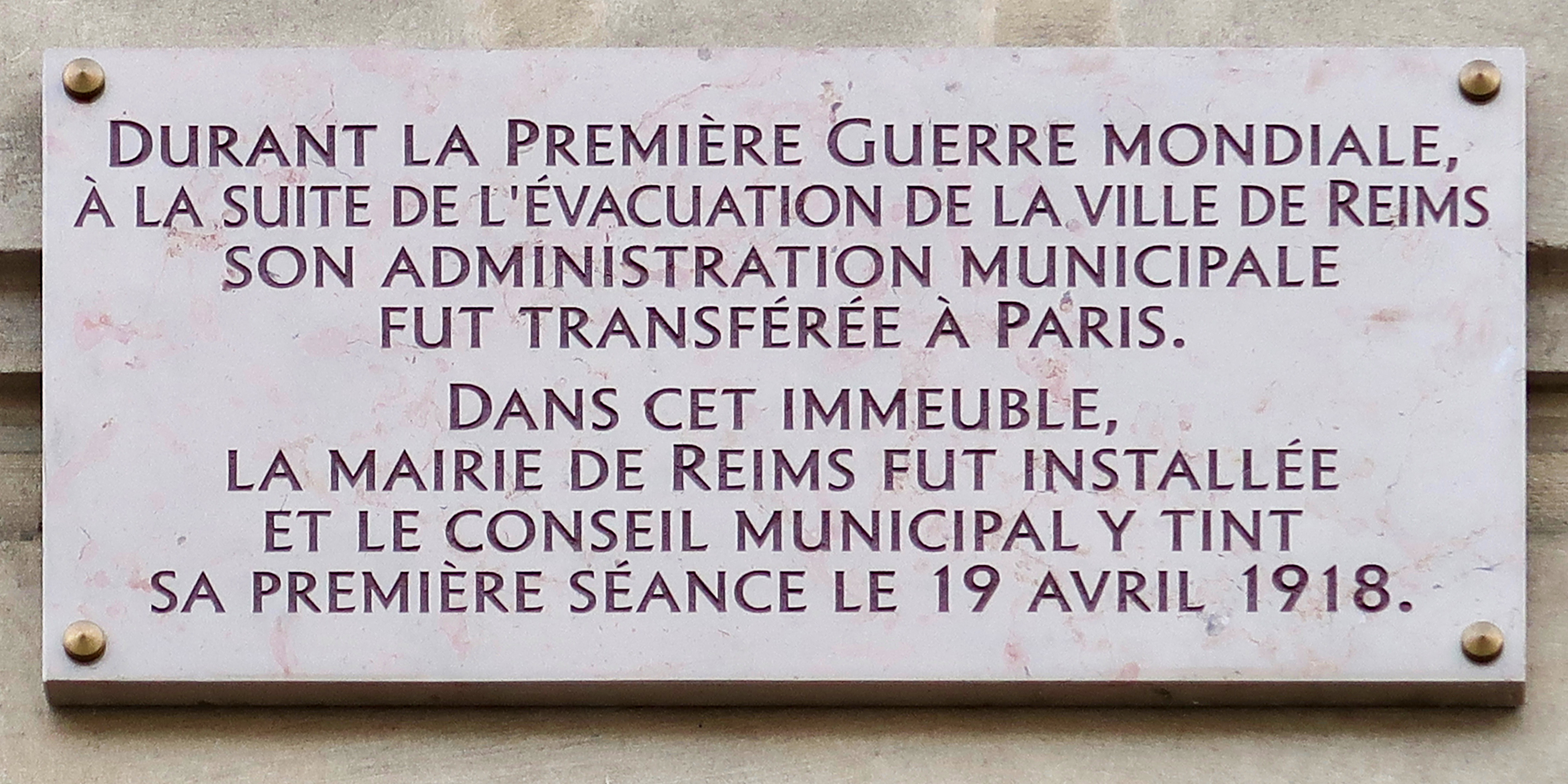
Plaque au no 19.
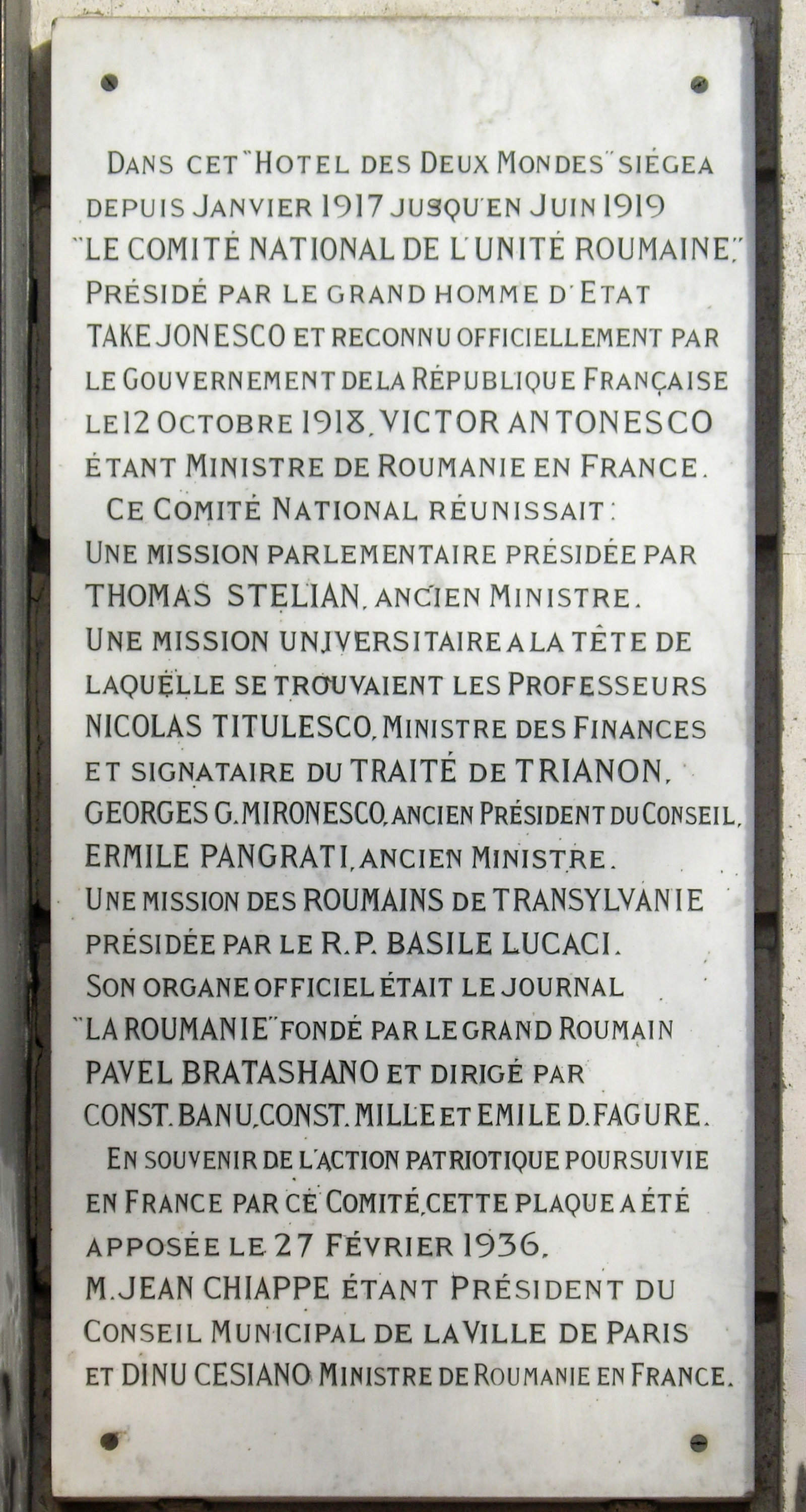
Plaque au no 22.
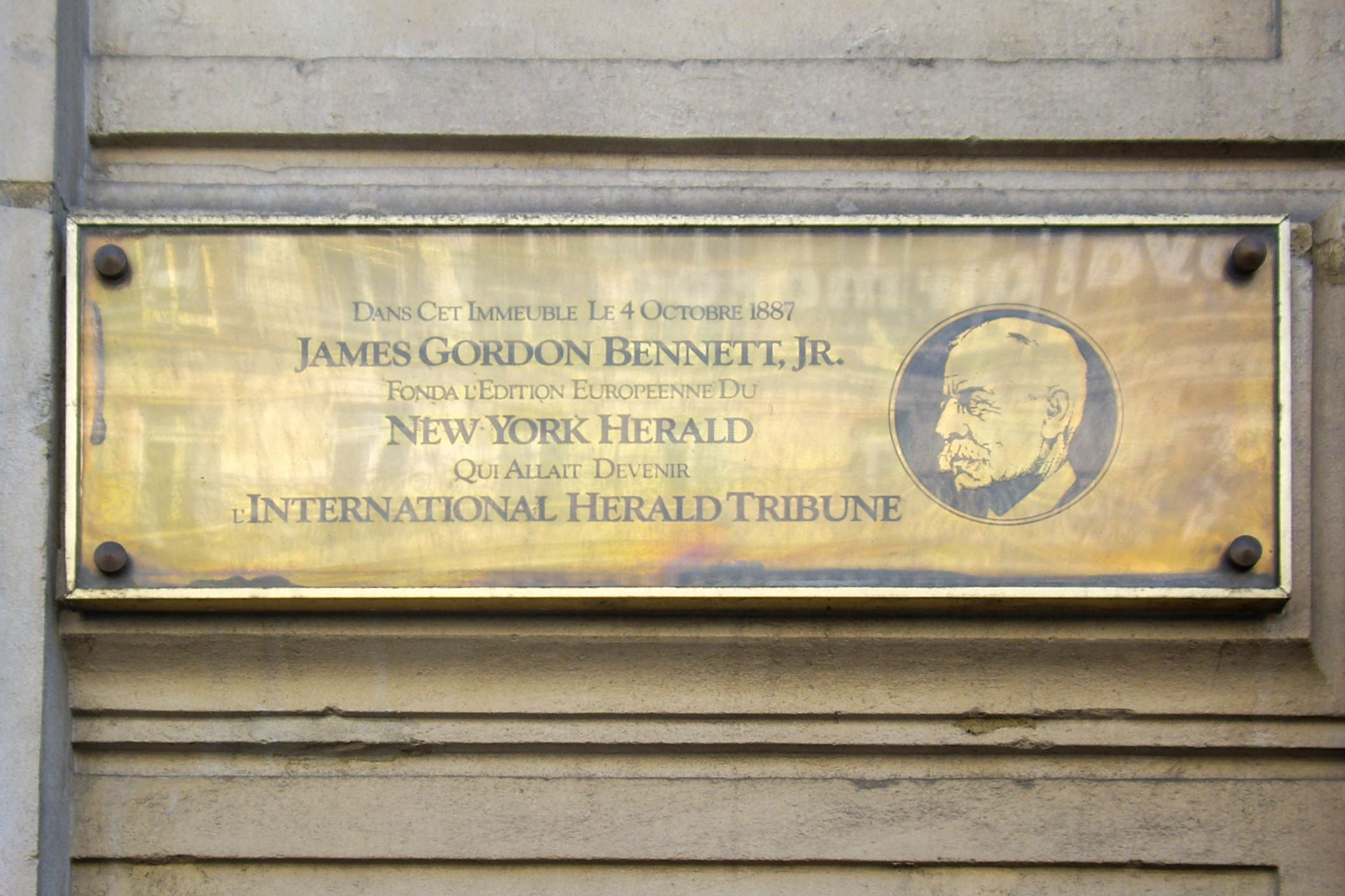
Plaque au no 49.

## Galerie d'images

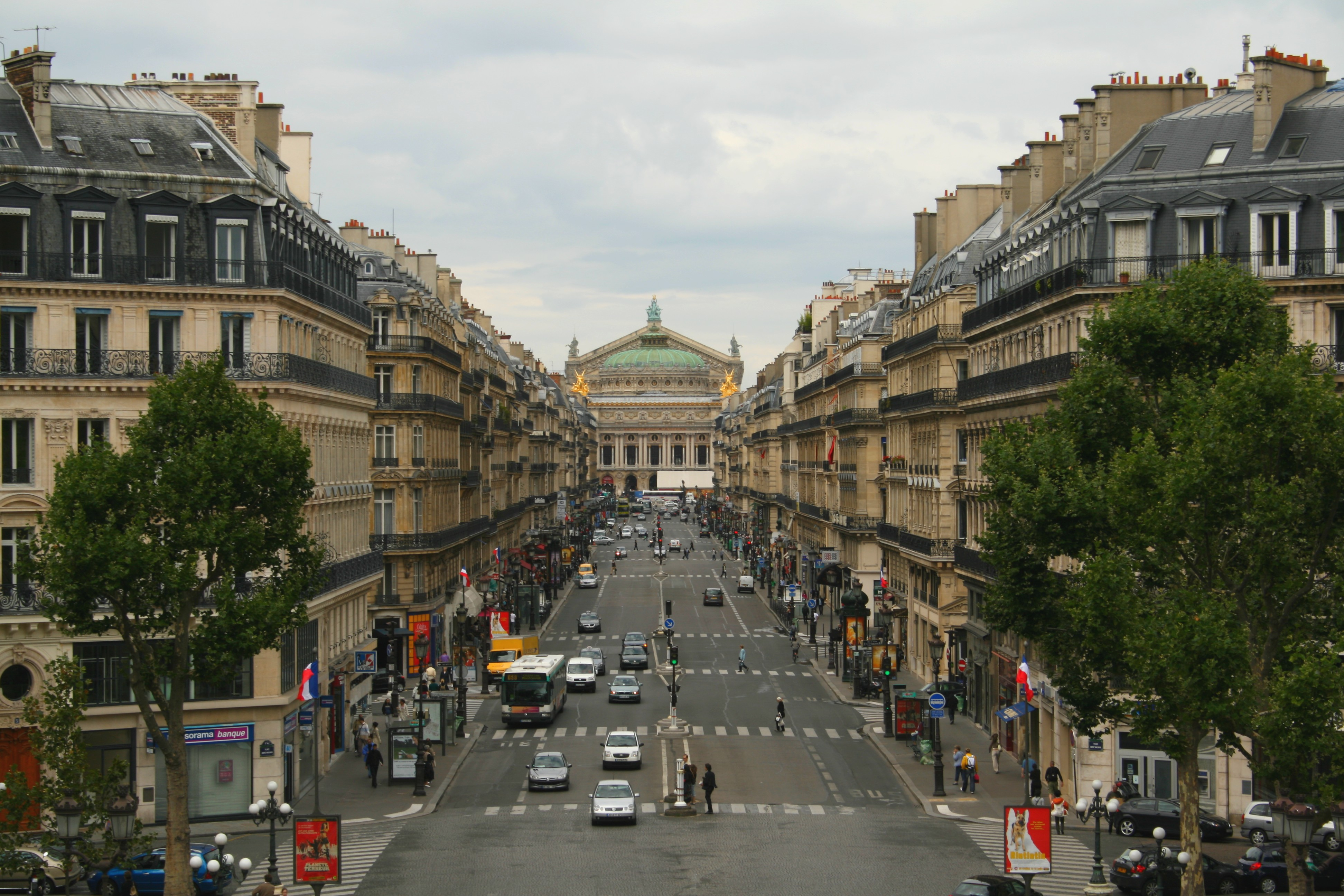
L'avenue en direction de l'Opéra.
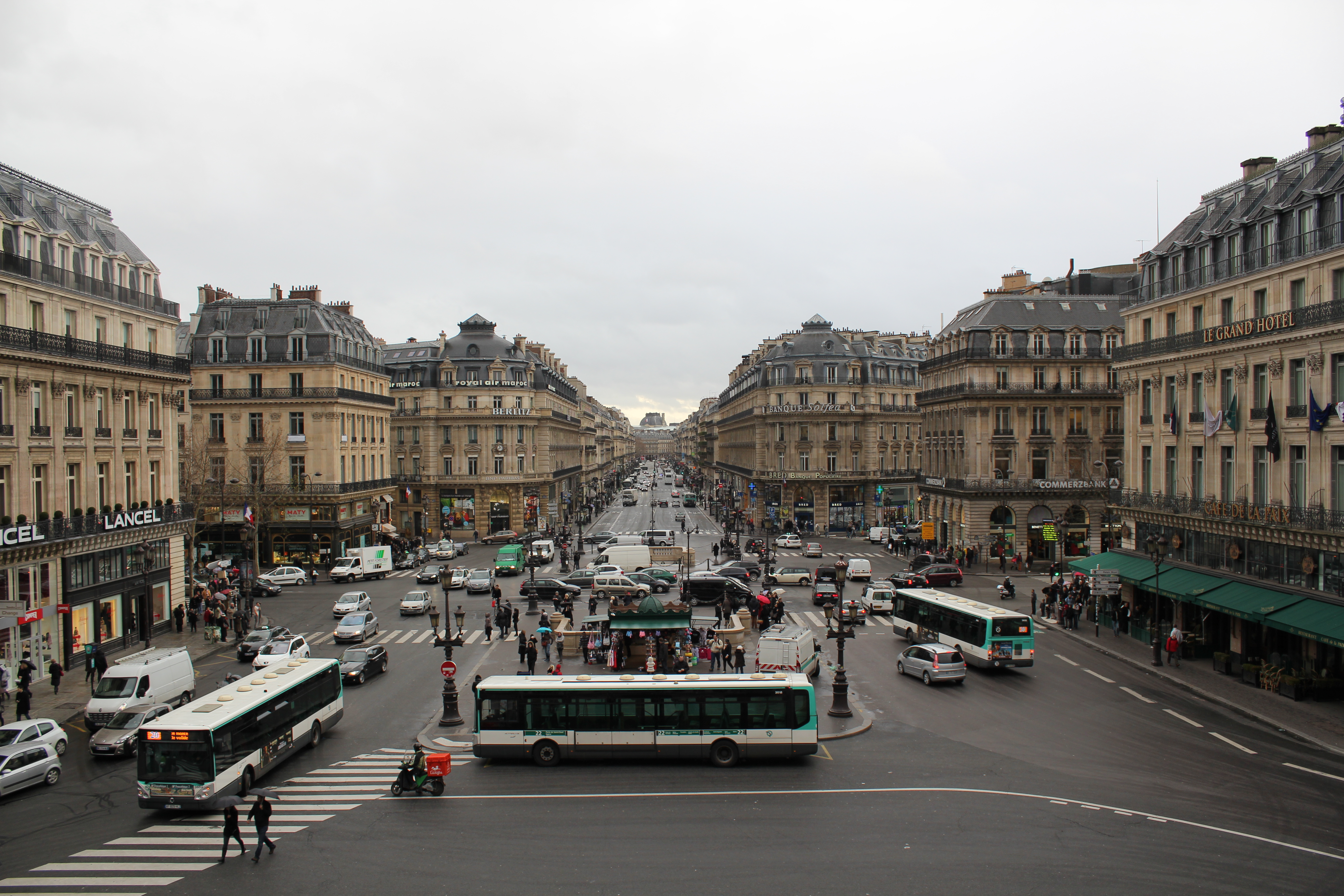
L'avenue en direction du Louvre.

## Pour approfondir